# Niki and the Dove
Niki & The Dove – szwedzki indietroniczny duet ze Sztokholmu, utworzony w lutym 2010. Grupa składa się z wokalistki Malin Dahlström i instrumentalisty Gustaf Karlöf. 5 grudnia 2011 BBC ogłosiło, że duet został nominowany do BBC Sound of 2012.

## Dyskografia

### Albumy Studyjne
| Tytuł    | Szczegóły albumu                                                                        | Szczytowe pozycje | Szczytowe pozycje |
| Tytuł    | Szczegóły albumu                                                                        | SWE               | UK                |
| -------- | --------------------------------------------------------------------------------------- | ----------------- | ----------------- |
| Instinct | - Rok: 14 maja 2012 - Etykieta: Sub Pop, Mercury - Formaty: CD, LP, Dystrybucja Cyfrowa | 60                | 60                |

### EP’ki
| Tytuł       | Szczegóły albumu                                                                                    |
| ----------- | --------------------------------------------------------------------------------------------------- |
| The Drummer | - Wydane: 13 października 2011 - Etykieta: Sub Pop, Mercury - Format Wydania: Elektroniczne Wydanie |

### Single
| Tytuł                 | Rok  | Szczytowe pozycje | Album    |
| Tytuł                 | Rok  | UK                | Album    |
| --------------------- | ---- | ----------------- | -------- |
| „The Fox”             | 2011 | –                 | Instinct |
| „DJ, Ease My Mind”    | 2012 | 103               | Instinct |
| „Tomorrow”            | 2012 | –                 | Instinct |
| „Somebody”            | 2012 | –                 | Instinct |
| „Love to the Test”    | 2012 | –                 | Instinct |
| „Play It On My Radio” | 2015 | –                 | –        |

### Single Promocyjne
| Tytuł            | Rok  | Album    |
| ---------------- | ---- | -------- |
| „Mother Protect” | 2012 | Instinct |

## Teledyski
| „DJ, Ease My Mind” (version one) | 2010 | — | [ 4 ]  |
| „Under the Bridges”              | 2010 | — | [ 5 ]  |
| „The Drummer”                    | 2011 | — | [ 6 ]  |
| „Mother Protect”                 | 2011 | — | [ 7 ]  |
| „DJ, Ease My Mind” (version two) | 2011 | — | [ 8 ]  |
| „The Fox”                        | 2012 | — | [ 9 ]  |
| „Tomorrow”                       | 2012 | — | [ 10 ] |

## Tour
- NME Radar Tour (2011) (wsparcie)
- Hurts Tour (2011) (wsparcie)

## Nagrody i nominacje
| Rok  | Organizacja       | Nagroda       | Rezultat      |
| ---- | ----------------- | ------------- | ------------- |
| 2011 | BBC Sound of 2012 | Sound of 2012 | Piąte miejsce |